# 興昌寺 (観音寺市)
興昌寺（こうしょうじ）は、香川県観音寺市にある臨済宗東福寺派の寺院。

## 概要
開山は弘法大師で、古くは真言密教の道場であった。山崎宗鑑終焉の地で一夜庵や墓址があり、江戸時代以降多くの俳人が訪れ俳句を残している。境内の背後の山である興昌寺山（標高72ｍ）一帯にミニ霊場88カ所めぐりコースがあり一周に1時間弱を要する。地元の住民が日課として一周している人達がいて7000周した人もいるらしくスコアーボードがある。

## 伽藍
- 山門：天和3年（1683年）再建
- 本堂
- 仏足石：天明丙午3月（1768年）刻で薬師寺（753年）のものの第6複本。観音寺市指定有形民俗文化財、
- 一夜庵：山崎宗鑑の庵
- 興昌寺山八十八ヶ所：1番19番24番36番38番75番88番の要所では小堂になっていて、番外阿波慈眼寺とみられるところでは岩窟になっている。19番の小堂背後からは瀬戸内海に浮かぶ伊吹島が見渡せる。最古の石仏は明和2年8（1765年）で、最新の石仏は明治2年（1870年）の43番である。
- 興昌寺山三十三所：山中の一か所に並ぶ。
- 不動明王堂：山中の家屋に祀られている。
- 駐車場：山門前に無料であり。

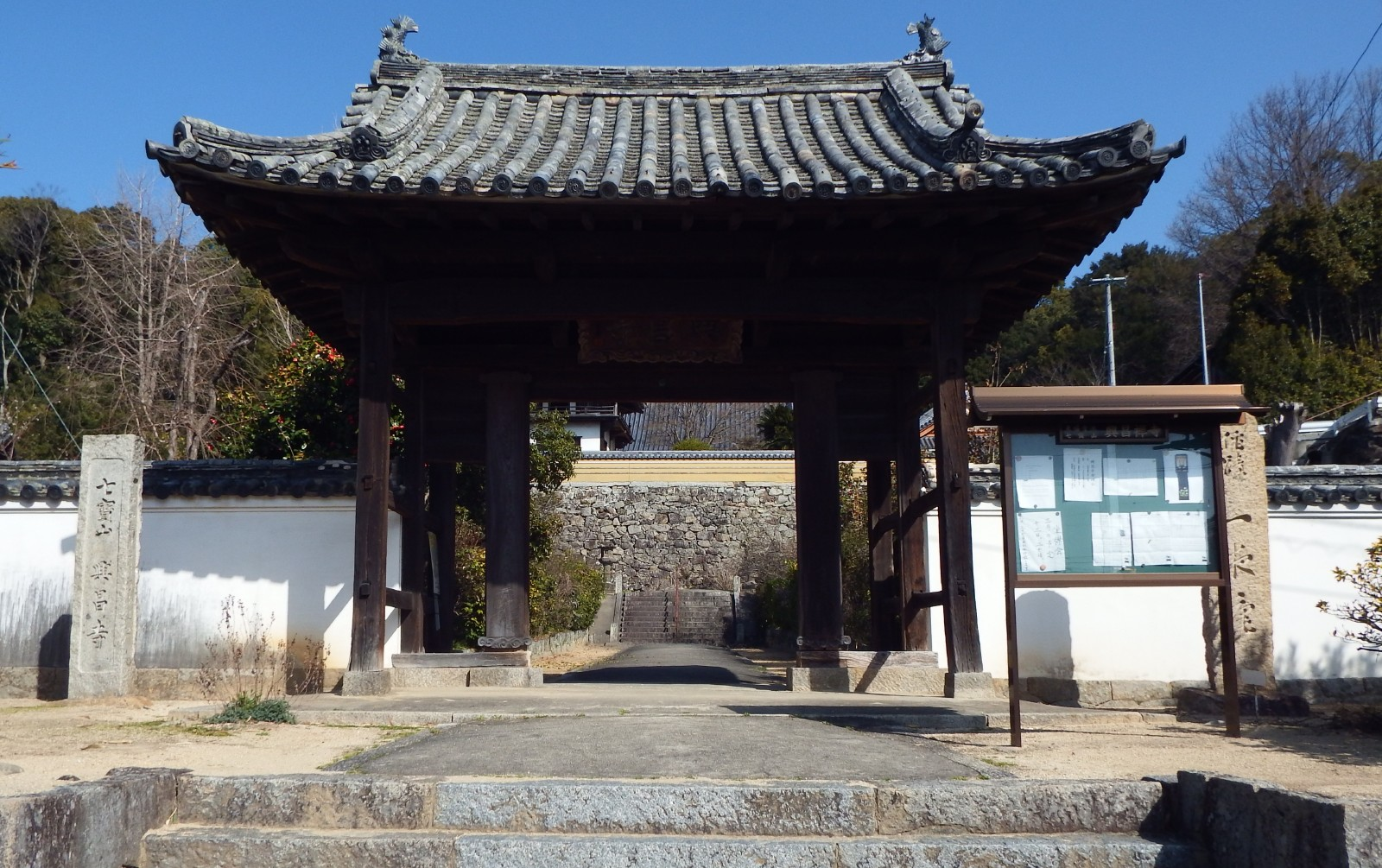
山門
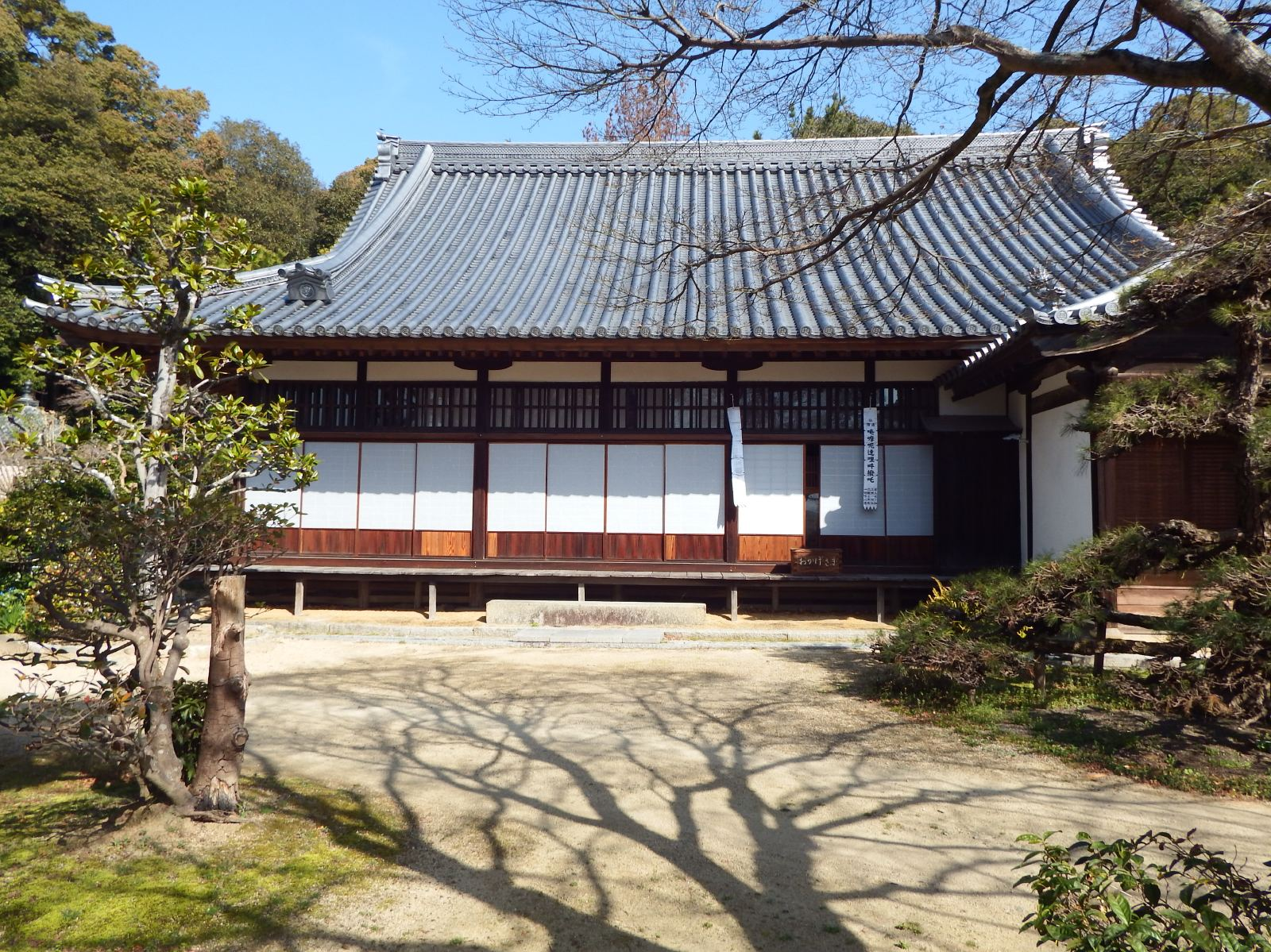
本堂
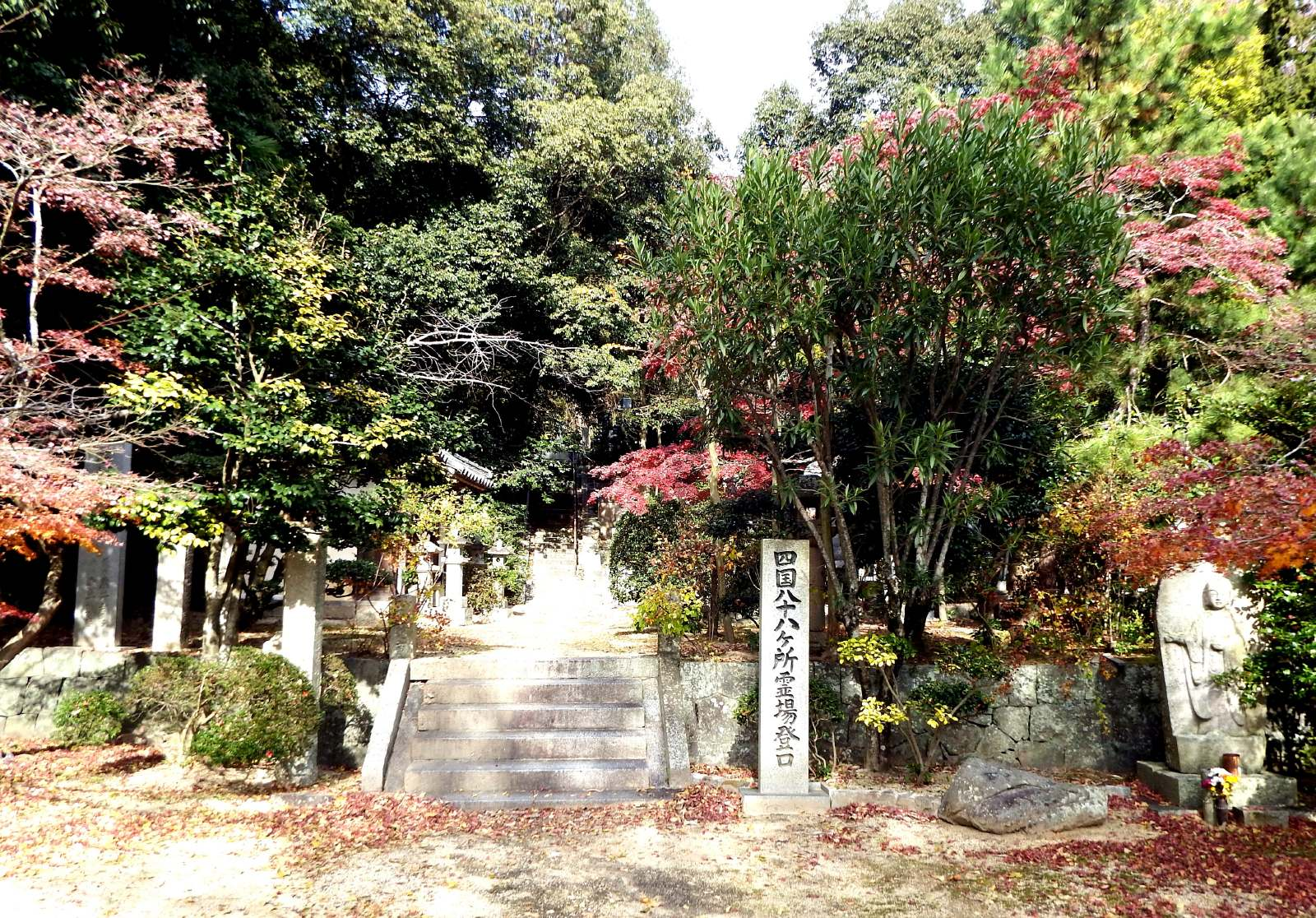
興昌寺山八十八ヶ所
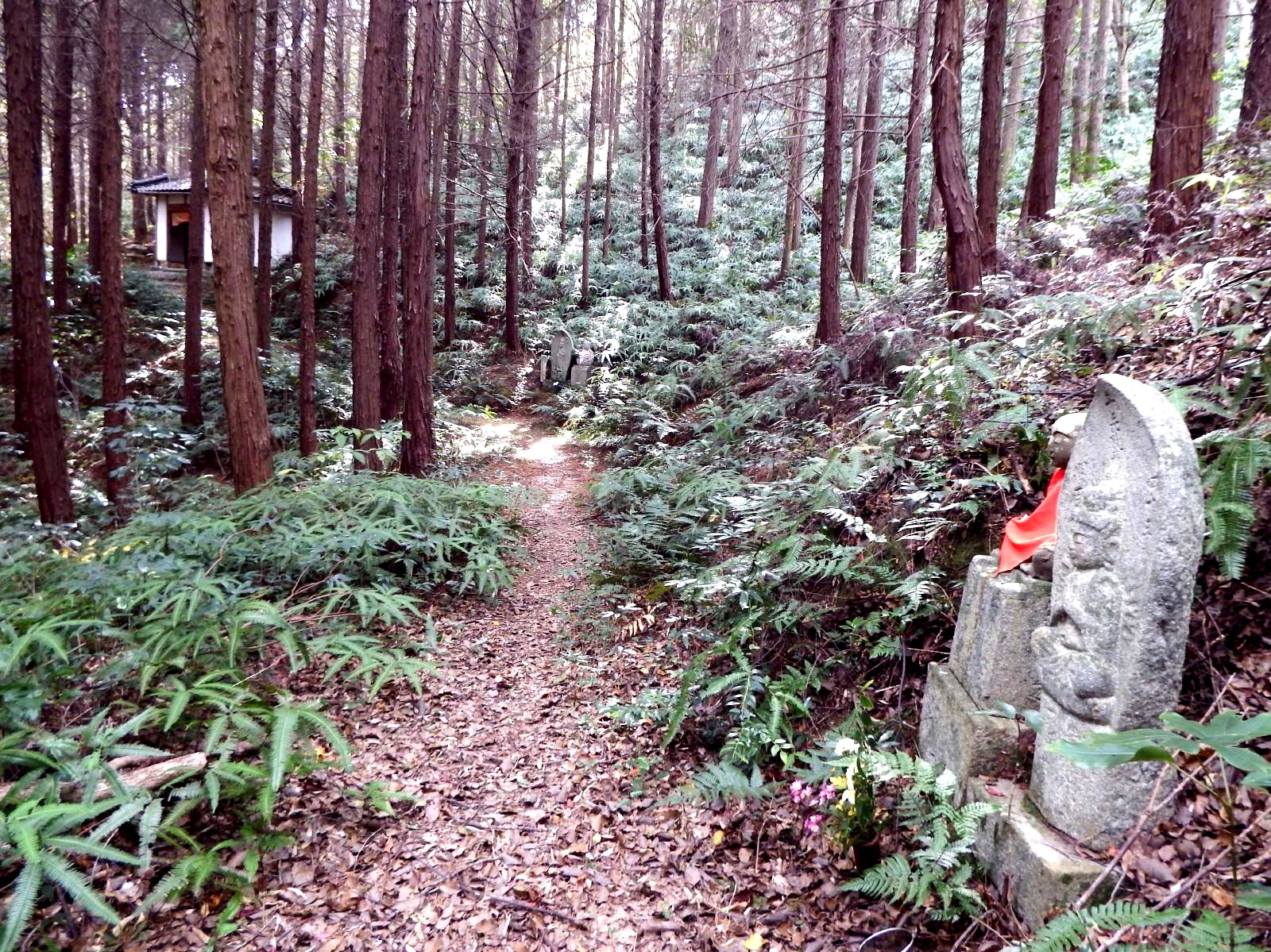
手前より43番44番45番
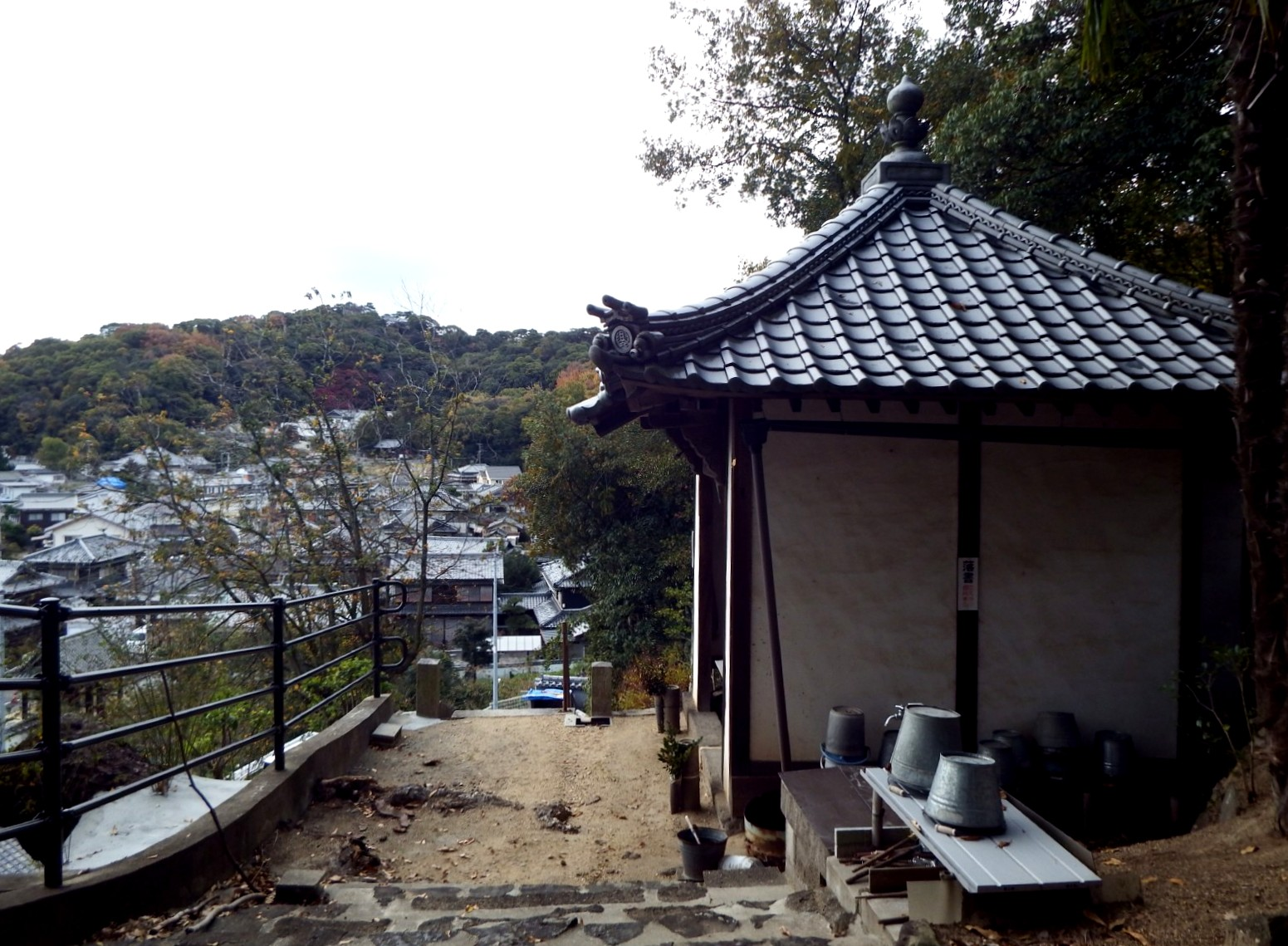
88番
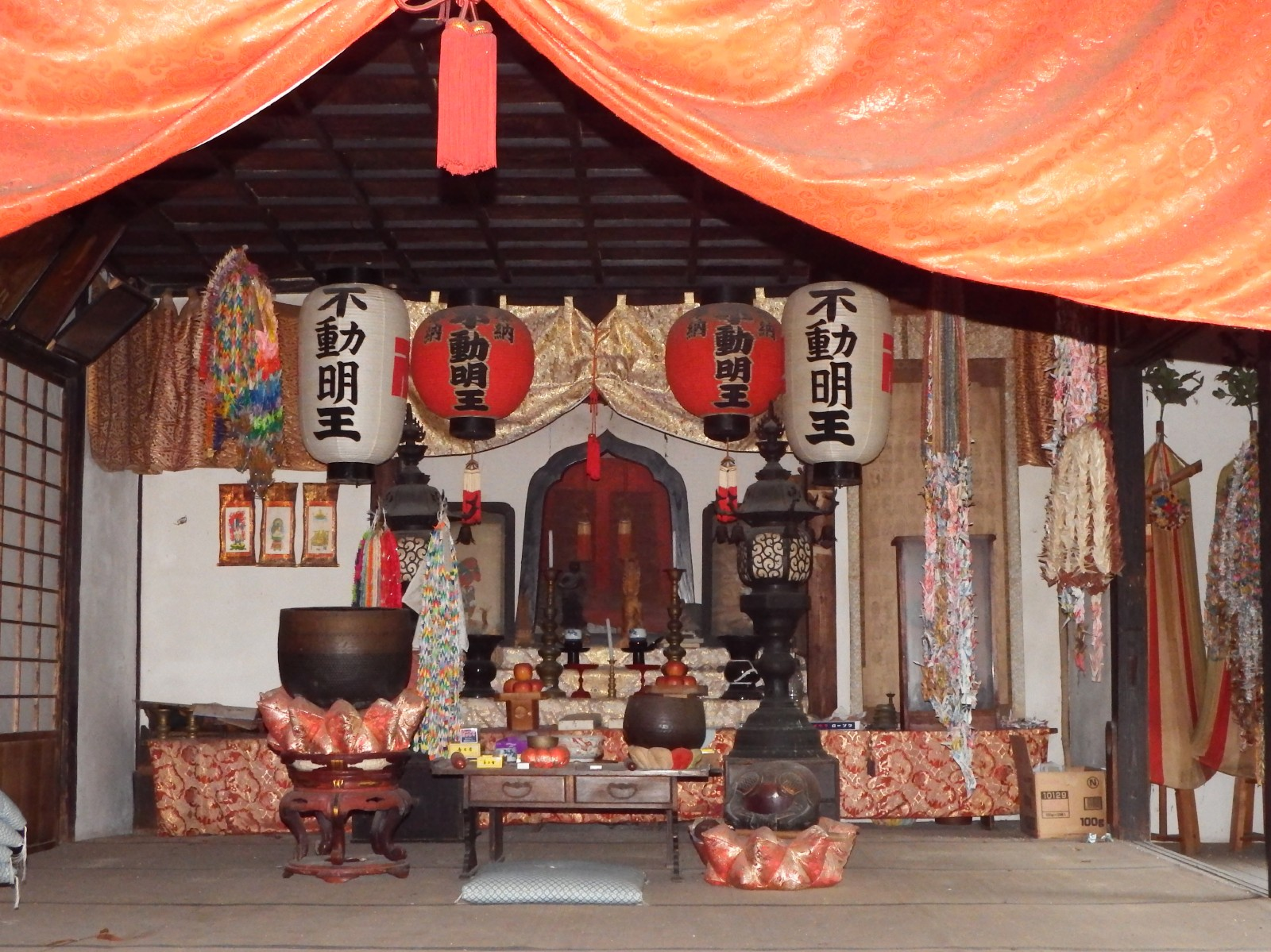
不動明王堂
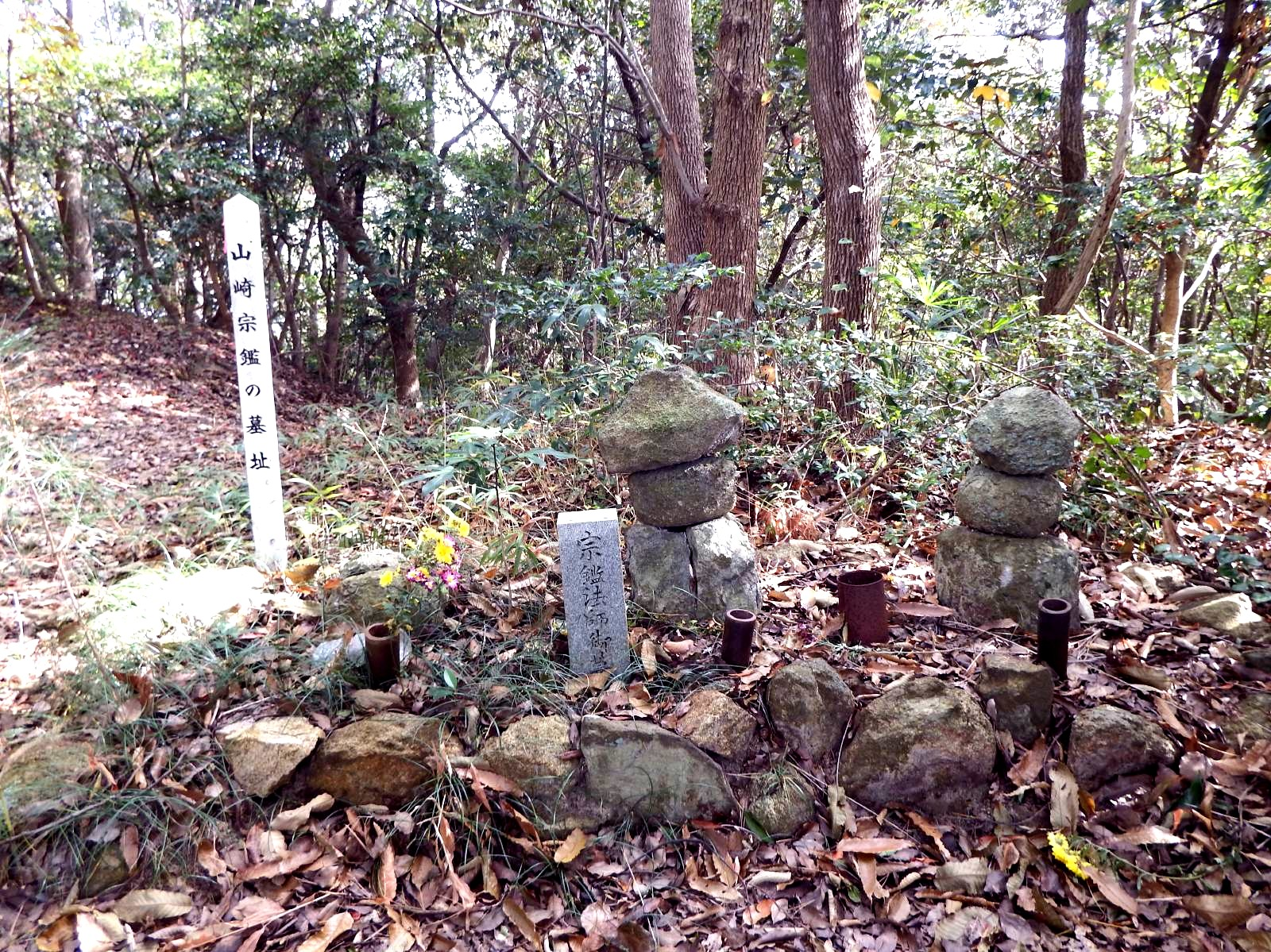
山崎宗鑑墓址
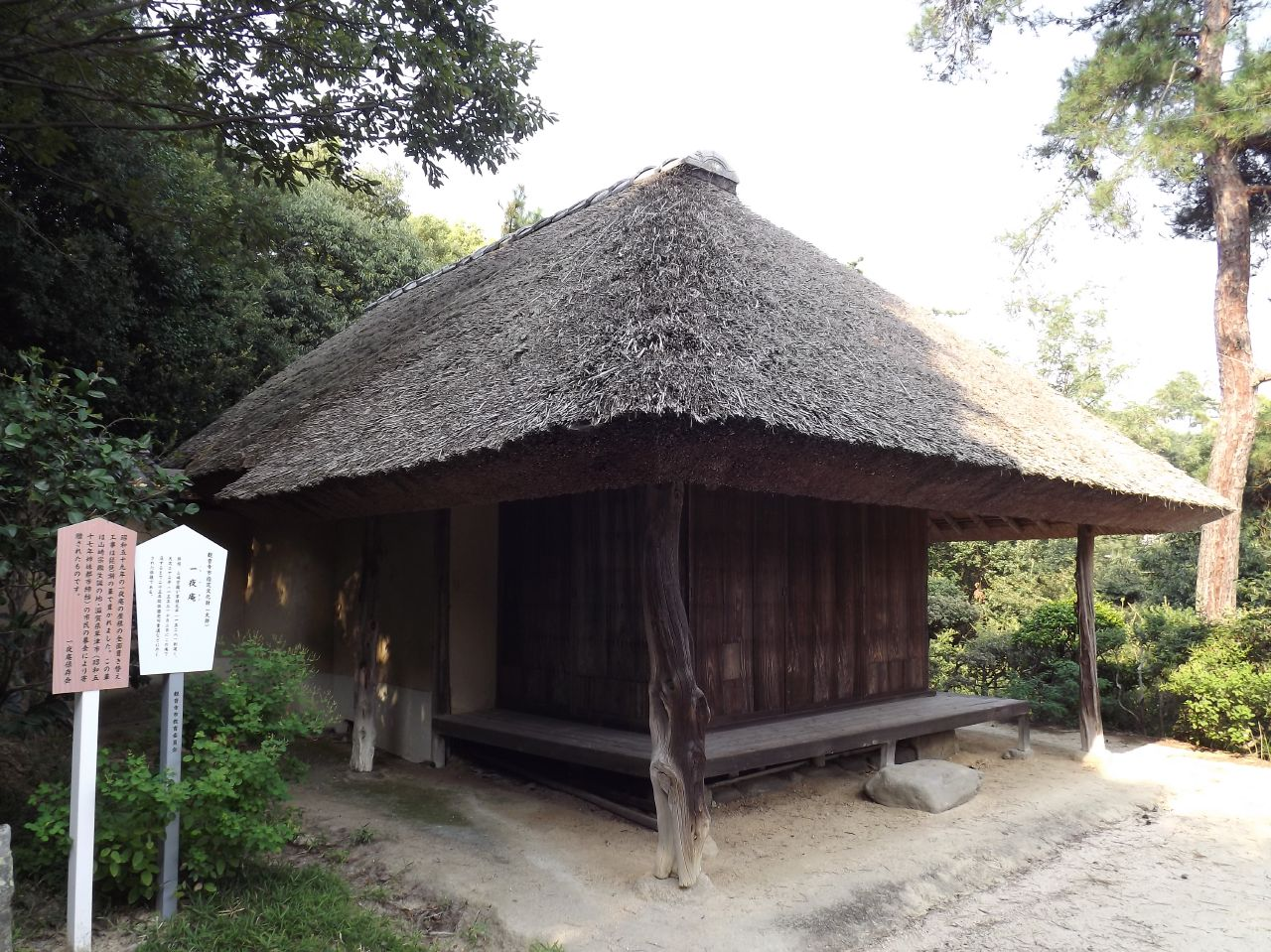
一夜庵

## 文化財
観音寺市指定有形文化財
- 山崎宗鑑遺墨：平成15年3月20日指定

観音寺市指定史跡
- 一夜庵：享禄元年（1528年）建立、数寄屋造で日本最古の俳跡といわれる。「上は立ち中は日ぐらし下は夜まで一夜泊まりは下々の下の客」から一日以上の滞在を許さなかったことからの命名。昭和41年1月13日指定
- 興昌寺山古墳：興昌寺山頂上、昭和45年3月12日指定

## 交通アクセス
鉄道
- 四国旅客鉄道（JR四国） 予讃線 - 観音寺駅 (約2km)

道路
- 一般道：香川県道21号丸亀詫間豊浜線 三架橋北詰 (約1km)
- 自動車道：高松自動車道 大野原IC (約6km)